# 岸孝之
岸 孝之（きし たかゆき、1984年12月4日 - ）は、宮城県仙台市太白区出身のプロ野球選手（投手）。右投右打。東北楽天ゴールデンイーグルス所属。

## 経歴

### プロ入り前
社会人野球の七十七銀行硬式野球部（宮城県仙台市）の初代監督である父親の影響で、仙台市立西中田小学校3年となった1993年（平成5年）から安久野球部（現：西中田ゴールデンアクロス）で野球を始めた。1997年に仙台市立柳生中学校に入学。
2000年に宮城県名取北高等学校（名取市）に進学。自宅に最寄りだったことと、野球部が坊主頭を強制していないことが同校選択の理由であると後のインタビューで答えている。5月には野球部退部も考えたが踏みとどまった。同年夏の身長は170cm、体重が51kg（宮城県大会登録メンバー表より）で、BMIが17.65（適正体重：63.58kg）とやせ型であり、体格に恵まれているわけではなかった。高校2年生からエースになり、県内でも知られるようになっていくが、東北高（仙台市）には「高校ナンバー1の左腕投手」として知られた高井雄平（高校3年時にドラフト1位でヤクルト入団）がおり、全国的注目度は高くなかった。
高校3年生となった2002年夏の第84回全国高等学校野球選手権大会宮城県大会では1回戦で多賀城高と対戦したが、同校の主力として出場する息子を観に東北学院大学硬式野球部（仙台市）の菅井徳雄監督が来ていた。岸は、5回コールドの参考記録ながら、ノーヒットノーラン（1死球がなければ完全試合）の好投を見せた。また、岸は打たれても詰まることが多いため外野は前進守備であり、菅井監督の息子はライトゴロに打ち取られた。このため菅井監督の目にとまり、すぐさま名取北高の監督に東北学院大学への入学を直談判に行った。7月16日の2回戦では仙台二高（第3シード）と対戦したが、台風7号接近により試合途中から降雨があり、守備陣が乱れて自責点ゼロながら2-4で敗退した。岸は甲子園出場を経験することはなかったが、東北学院大を含む10数校の大学から誘いがあった。学費免除などの特待はなかったものの、学業と野球を両立できるとして東北学院大への進学を決めた。しかし、高校在学中に東北学院大の一次キャンプに参加して仙台六大学レベルの練習を体験すると、高校の監督に会いにいって野球を続けるか悩んでいると打ち明けた。
2003年に東北学院大学経済学部経済学科に進学。大学時代はエースとして活躍し、仙台六大学野球リーグにおける圧倒的強豪の東北福祉大学戦に完封を含む3連投の活躍（敢闘賞を受賞）で同大学の35連覇を阻止し、東北学院大学の18年ぶりのリーグ制覇に貢献した。最速152km/hのストレートとスライダーを武器に2006年春には、リーグタイ記録となる19奪三振を2度記録するなどリーグ新記録の92奪三振を達成し、最優秀選手賞（MVP）に輝いた。24年ぶり出場となった大学選手権は初戦で先発7回を投げるが交代後に勝ち越されて九州東海大の山中浩史に完投を許す。日米大学野球選手権大会、世界大学野球選手権大会の両大会においてエース級の活躍を見せ、2006年の日米野球ではアメリカを無失点に抑えるなど大学ナンバーワン右腕と称された。大学通算成績は、23勝11敗。
ドラフト前には西武ライオンズと地元の東北楽天ゴールデンイーグルスが、さらにドラフト直前には大隣憲司の獲得を断念した読売ジャイアンツが希望枠での獲得を目指すが、最終的に当初から目を掛けてくれていること、尊敬する西口文也がいることを理由に西武を選択。2006年の大学生・社会人ドラフト会議希望入団枠での指名を経て、契約金1億円、年俸1500万円（金額は推定）という条件で西武と契約した。背番号は11。

### 西武時代

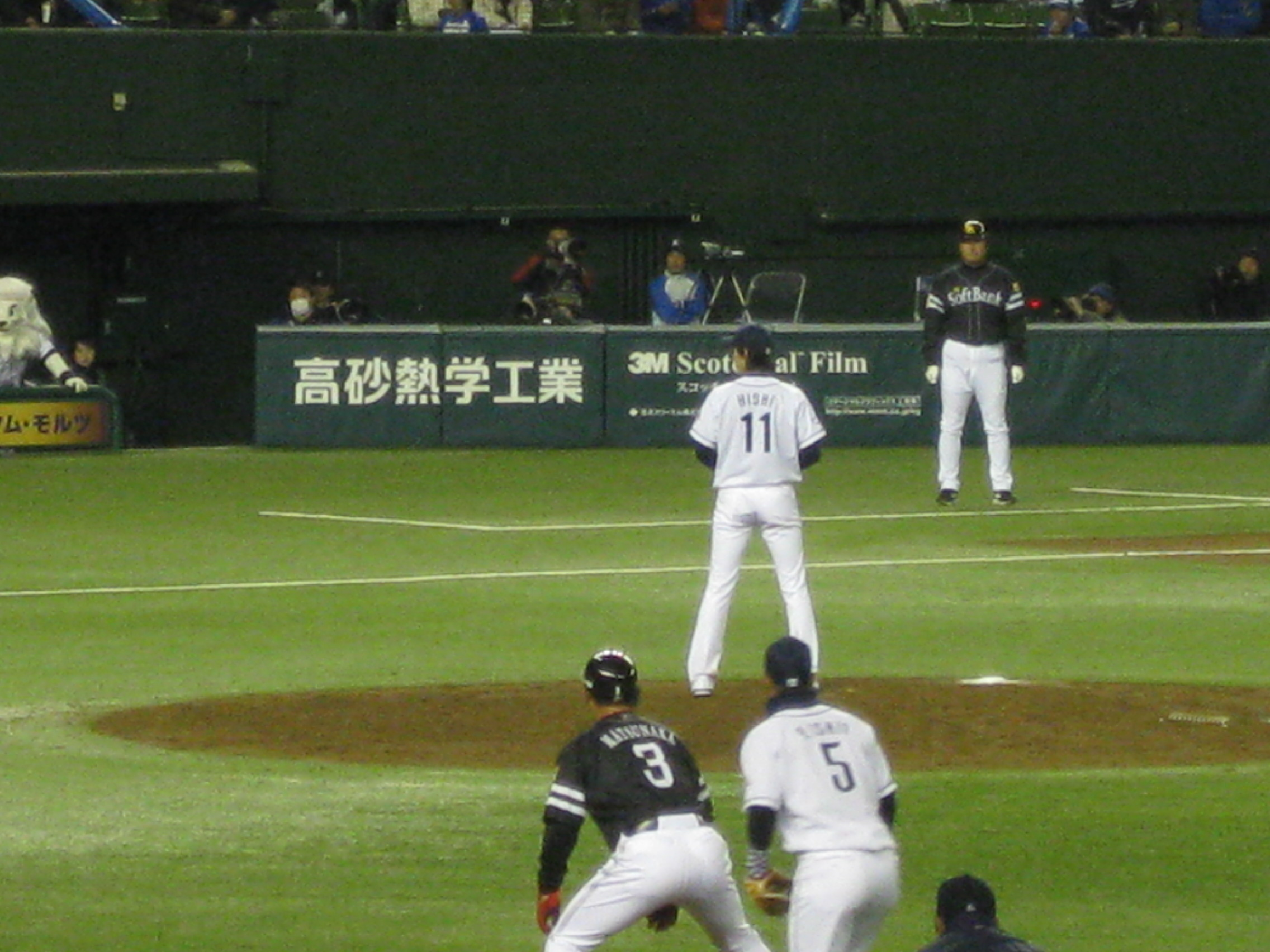
2010年3月30日、西武ドームでのソフトバンク戦

2007年は春季キャンプを一軍でスタートすると、開幕ローテーション入りを果たし、3月30日の北海道日本ハムファイターズ戦でプロ初登板初先発。7回4安打2四球7奪三振無失点と好投し、勝利投手の権利を持って降板したが、9回裏に小野寺力が同点を許し、プロ初勝利とはならなかった。続く4月6日のオリックス・バファローズ戦では9回二死から2点目を失った場面で交代となり、プロ初完投こそ逃したが、8回2/3を5安打1四球8奪三振2失点という内容でプロ初勝利を挙げた。その後は先発ローテーションに定着し、6月13日の阪神タイガース戦では9回4安打1死球5奪三振無失点と好投し、プロ初完投初完封勝利。後半戦初登板となった7月31日の日本ハム戦でも4安打無四死球5奪三振の内容で完封勝利を挙げた。8月14日の千葉ロッテマリーンズでは7回2/3を11奪三振3失点（勝利投手）で初の2桁奪三振を記録。ルーキーイヤーは一軍で規定投球回に到達し、24試合の先発登板で11勝7敗・防御率3.40を記録して優秀新人賞を受賞。オフに2100万円増となる推定年俸3600万円で契約を更改した。
2008年も開幕ローテーション入りし、開幕5戦目の日本ハム戦でシーズン初登板初先発となり、9回7安打1四球6奪三振無失点の好投でシーズン初勝利を完封で飾った。5月2日のロッテ戦でも2安打2四球7奪三振で完封勝利を挙げた一方、6月終了時点で8失点を喫した登板が1試合、6失点を喫した登板が3試合と好不調の波が激しい投球が続いた。7月後半には2試合連続で4回持たずに降板したが、8月4日のロッテ戦では2失点完投勝利。同31日の福岡ソフトバンクホークス戦では勝敗こそ付かなかったものの、自己最多の171球を投じて9回無失点に抑えた。8月は5試合の登板で3勝0敗・防御率1.32、リーグ最多の41イニング・37奪三振と好成績を残し、自身初の月間MVPを受賞した。自身6連勝でレギュラーシーズンを終え、この年は26試合の先発登板で12勝4敗・防御率3.42を記録し、チームのリーグ優勝に貢献。ポストシーズンでは、日本ハムとのCSファイナルステージ第2戦に先発し、4回5失点で敗戦投手となったが、読売ジャイアンツとの日本シリーズ第4戦では9回4安打1四球10奪三振無失点、三塁を踏ませない147球の熱投で完封勝利を挙げた。負ければ巨人の日本一が決まる第6戦では、3-1で迎えた4回裏に先発の帆足和幸が一死一・三塁のピンチを招くと、中2日でプロ初となるリリーフ登板。このピンチを無失点で凌ぐと、当初は打席が回ってくるまでの一回りの登板予定であったが、岸にタイミングの合わない巨人打線を見た渡辺久信監督は「流れを変えたくない」「今日は最後まで岸と心中のつもりだった」と岸を最後まで続投させ、5回2/3を無失点の好投で勝利投手となった。チームは第7戦にも勝利して4年ぶりの日本一を達成。岸は2戦2勝、計14回2/3を無失点の大活躍で日本シリーズMVPを獲得した。12月11日の契約更改交渉では、3600万円増となる推定年俸7200万円の提示を保留。同24日の2度目の交渉では300万円の上積みがあったが、依然として希望額と大きな開きがあり、越年となった。

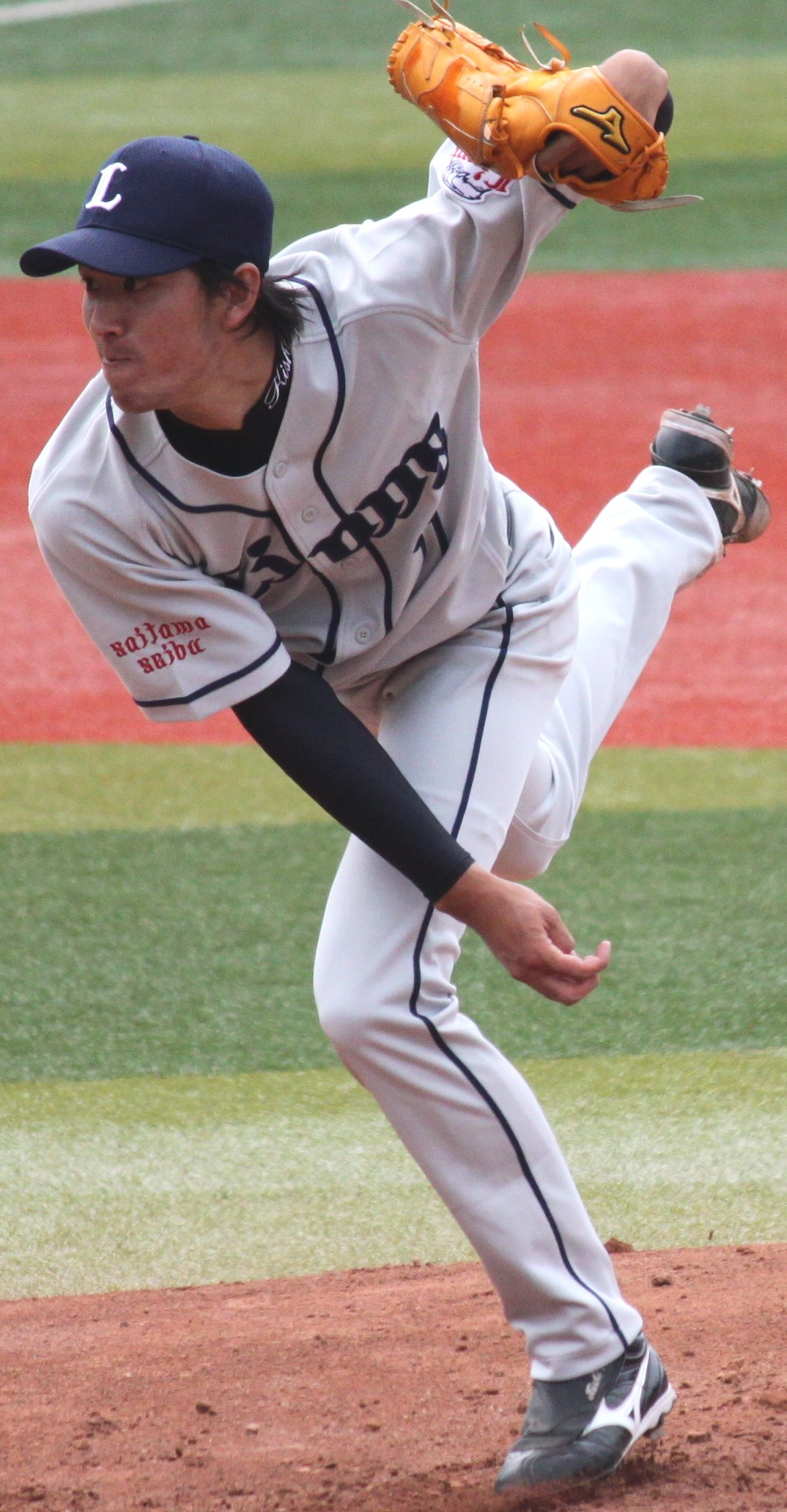
西武時代（2014年6月21日 横浜スタジアムにて）

2009年1月6日に3度目の交渉が行われ、「（希望額に）達しなかったけど。越年もあんまりいいものではないし」と前回と同じ提示額の3900万円増となる推定年俸7500万円でサインした。2月には第2回WBCの代表候補合宿に参加していたが、最終メンバー28人には選出されなかった。オープン戦では3登板で防御率6.00と不調であったが、3年連続で開幕ローテーションに入り、開幕4試合目のオリックス戦でシーズン初登板初先発となると、8回2失点の好投でシーズン初勝利。その後も白星を重ね、5月12日のオリックス戦でも勝利投手となって開幕6戦全勝、前年からは12連勝を記録した。同25日の広島東洋カープ戦では6回3失点で敗戦投手となり、自身の連勝記録が止まったものの、前半戦終了時点で10勝1敗を記録し、監督推薦でオールスターに初選出され、球宴第1戦に3番手として登板した。後半戦は好投しながらも白星に恵まれない登板が目立ち、リリーフ陣に苦しむチーム事情から、シーズン最終盤ではリリーフに回り、10月1日のロッテ戦でレギュラーシーズンでは初となるリリーフ登板。0-1で迎えた7回表、一死一・三塁という場面で起用され、2回2/3を無失点と好投すると、9回裏にG.G.佐藤が逆転サヨナラ2点適時打を打ち、自己最多となる13勝目を挙げた。この年は26試合（25先発）の登板で13勝5敗・防御率3.26を記録し、オフに4500万円増となる推定年俸1億2000万円で契約を更改した。
2010年は右肩に不安を抱えながらも開幕ローテーション入りし、開幕3試合目のロッテ戦でシーズン初登板初先発となったが、3回5失点で敗戦投手となった。ただ、続く3月30日のソフトバンク戦では7回一死までノーヒットピッチングを続け、7回2失点の好投でシーズン初勝利。4月6日のオリックス戦では9回1安打無四死球7奪三振無失点、許した走者は安打と失策の2人のみという内容でシーズン初の完封勝利を挙げた。その後も白星を重ね、5月18日の東京ヤクルトスワローズ戦で自身7連勝を記録。続く同24日の広島戦では6回3失点で敗戦投手となったが、6月6日の中日ドラゴンズ戦では4安打無四死球9奪三振で完封勝利を挙げた。ただ、右肩の症状が悪化し、同29日の日本ハム戦では5回6失点で敗戦投手となり、首脳陣と話し合った結果、7月1日に出場選手登録を抹消された。9月19日に一軍復帰を果たし、同日のソフトバンク戦にリリーフ登板したが、2回2失点で敗戦投手となった。9月25日の東北楽天ゴールデンイーグルス戦では2点リードの7回裏から登板し、3回1失点に抑えてプロ初セーブ。楽天とのレギュラーシーズン最終戦では先発し、6回無失点でシーズン10勝目を挙げた。この年は故障の影響で113回2/3にとどまり、プロ入り後初めて規定投球回に到達できなかったものの、19試合（16先発）の登板で10勝6敗1セーブ・防御率3.25を記録。ロッテとのCSファーストステージ第2戦では7回3失点と力投したが、リリーフ陣が同点・逆転を許してチームは敗退した。11月24日の契約更改交渉では保留したが、出来高払いについての話し合いが理由であり、同27日の2度目の交渉では「インセンティブの確認をして、自分の意見を言って、納得してサインしました」と現状維持となる推定年俸1億2000万円プラス出来高でサインした。
2011年は3月13日の紅白戦で右脇腹の違和感を訴え、登板予定を回避し、東日本大震災の影響で開幕が4月12日に延期となったが、開幕には間に合わず、同17日の二軍戦で実戦復帰。5月14日のソフトバンク戦ではシーズン初登板初先発となり、制球に苦しみながらも6回2失点に抑えたが、打線の援護がなく敗戦投手となった。続く同21日の中日戦では右ふくらはぎが攣った影響で5回2失点で降板したものの、打線の援護に恵まれてシーズン初勝利。前半戦最後の登板となった7月17日の日本ハム戦では、中島裕之の適時失策による1失点で敗戦投手となったが、シーズン初完投を記録した。ただ、後半戦初登板となった同29日のオリックス戦では5回表に3点を失うなど、5回2/3を5失点で敗戦投手。その後も1イニングに失点が集中する投球が続いた。9月10日のオリックス戦で6回0/3を3失点（自責点2）という内容でシーズン5勝目を挙げて以降は2完投を記録するなど、復調を見せた。CS進出が懸かった日本ハムとのレギュラーシーズン最終戦ではリリーフ待機していたが、登板機会は無かった。この年も故障の影響で規定投球回には到達できなかったが、21試合の先発登板で8勝9敗・防御率3.80を記録。ポストシーズンではソフトバンクとのCSファイナルステージ第2戦に先発したが、6回裏に崩れ、6回3失点で敗戦投手となった。オフに1000万円減となる推定年俸1億1000万円で契約を更改した。
2012年は2年ぶりに開幕ローテーション入り。チームが連敗で迎えた開幕3試合目の日本ハム戦でシーズン初登板初先発となり、7回2/3を無失点の好投でシーズン初勝利を挙げた。開幕から20回1/3連続無失点を記録するなど好投を続け、4月25日のソフトバンク戦では1失点完投でシーズン3勝目。これがチーム5勝目で最下位と低迷する中、孤軍奮闘の活躍を見せた。さらにはエースの涌井秀章が不振で二軍再調整→リリーフへ配置転換となった中、5月17日の横浜DeNAベイスターズ戦では9回4安打2四球9奪三振無失点の快投で2年ぶりの完封勝利を挙げるなど、涌井に代わるエース格としてチームを支えた。6月26日のロッテ戦で左膝裏に打球を受け、続く7月2日のソフトバンク戦に先発したが、左膝裏の内出血による違和感が消えないことから、同7日に出場選手登録を抹消された。7月17日の日本ハム戦で一軍復帰。監督推薦で出場したオールスターでは第3戦に3番手として登板し、2回無失点に抑えて敢闘選手賞に輝いた。この年は3年ぶりに規定投球回に到達。好投しながらも白星に恵まれない登板が多く、26試合の先発登板で11勝12敗と黒星が先行したものの、防御率2.45と安定感抜群の投球で先発の柱としてフル回転した。ポストシーズンではソフトバンクとのCSファーストステージ第2戦に先発し、6回無失点で勝利投手となった。オフに4000万円増となる推定年俸1億5000万円で契約を更改した。
2013年は自身初の開幕投手に指名され、日本ハムとの開幕戦に先発したが、6回4失点で敗戦投手。開幕から6先発で1勝4敗・防御率5.60と不振が続き、5月5日に出場選手登録を抹消された。5月18日の巨人戦で一軍復帰すると、続く同25日の中日戦では9回2安打1四球9奪三振無失点の快投でシーズン初の完投・完封勝利。6月8日の広島戦では7回1失点と好投しながらも敗戦投手となったが、復帰後の黒星はこの1試合のみ。同16日のDeNA戦で勝利投手となって以降は自身9連勝でシーズンを終え、この年は26試合の先発登板で11勝5敗・防御率3.08を記録した。ポストシーズンではロッテとのCSファーストステージ第1戦に先発したが、5回5失点で敗戦投手となった。オフに球団と年俸変動制の3年契約を締結。翌年は5000万円増となる推定年俸2億円プラス出来高でサインした。
2014年も開幕投手に指名され、楽天との開幕戦で7回2失点と好投したが、打線の援護がなく敗戦投手となった。4月11日の日本ハム戦でも9回2失点と好投し、シーズン初勝利を完投で飾ると、5月2日のロッテ戦では1四球8奪三振の内容で史上78人目（89度目）となるノーヒットノーランを達成。同17日の楽天戦では無四球完封勝利を挙げるなど、5月は5試合の先発登板で4勝0敗・防御率2.35と好成績を残し、自身2度目の月間MVPを受賞した。その後も白星を重ね、6月7日の巨人戦で自身7連勝を記録したが、「5回に急に力が入らなくなった」と右肩の違和感を訴えて5回1失点で降板しており、同9日に出場選手登録を抹消された。6月21日のDeNA戦で一軍復帰し、監督推薦で2年ぶり3度目となるオールスターに選出。本拠地・西武ドームで開催された球宴第1戦に先発すると、1回表にプロ入り後自己最速となる150km/hを計測。2回表にはエルドレッド・キラ・バレンティンから3者連続空振り三振を奪い、2回4奪三振の完全投球で敢闘選手賞を獲得した。後半戦は8月3日の楽天戦でシーズン9勝目を挙げたが、この試合の登板前から右肘に違和感を覚えており、同5日に登録抹消。8月24日の日本ハム戦で一軍復帰し、9月23日のオリックス戦ではこの年4度目の完封勝利を挙げ、自身5連勝を記録。同30日の日本ハム戦では14勝目を狙って1点ビハインドの8回裏から登板し、1イニングを無失点に抑えたが、9回表での逆転はなかった。この年は23試合（22先発）の登板で13勝4敗、リーグ2位の防御率2.51、リーグトップの勝率.765と好成績を残し、自身初のタイトルとなる最高勝率を獲得した。オフの10月9日に日米野球2014の日本代表に選出されたが、同24日に右脇腹の違和感を理由に辞退した。12月4日の契約更改交渉では、2500万円増となる推定年俸2億2500万円プラス出来高でサインした。
2015年は3年連続となる開幕投手に指名されていたが、3月21日のオープン戦で左脇腹の違和感を訴え、2回1失点で緊急降板。左脇腹の炎症と診断され、戦列を離れた。5月21日の二軍戦で実戦復帰、6月4日の中日戦で一軍復帰を果たし、同25日の日本ハム戦でシーズン初勝利。ただ、7月は3試合連続完投負けを喫するなど、好投しながらも打線の援護に恵まれない試合が目立った。シーズン最終盤には再び左脇腹を痛めて先発予定を回避し、左腹斜筋の肉離れと診断された。この年はリーグトップタイの5完投を記録したが、故障の影響で規定投球回には到達できず、16試合の先発登板で5勝6敗・防御率3.02という成績であった。オフに現状維持となる推定年俸2億2500万円プラス出来高で契約を更改した。
2016年は2年ぶりに開幕ローテーション入りし、日程の兼ね合いにより、ソフトバンクとの開幕2カード目の初戦でシーズン初登板初先発となり、7回無失点の好投でシーズン初勝利。続く4月5日の日本ハム戦では9回1安打3四死球4奪三振無失点、二塁すら踏ませない圧巻の投球で完封勝利を挙げた。開幕から4先発でリーグトップの防御率1.29を記録し、4月24日の楽天戦に自身初の中4日で先発したが、3回表の先頭打者に5球目を投じたところで右内転筋の違和感を訴え、34球・2回0/3で緊急降板。翌25日に出場選手登録を抹消され、6月1日の二軍戦で実戦復帰。同17日のヤクルト戦で一軍復帰を果たして以降はシーズン終了まで先発ローテーションを守り、9月14日のロッテ戦では自己最長の10回を1失点、135球の熱投で勝利投手となった。この年も故障の影響で規定投球回には到達できず、19試合の先発登板で9勝7敗・防御率2.49という成績であった。シーズン終了後の11月2日に、2015年シーズン中に取得していた海外FA権の行使を表明した。

### 楽天時代
2016年11月18日に東北楽天ゴールデンイーグルスと契約合意した。年俸変動制の4年契約であり、翌年の推定年俸は2億2500万円。背番号は西武時代と同じ11に決定した。
2017年は開幕投手に指名されていたが、開幕5日前にインフルエンザに感染して離脱。開幕8試合目のロッテ戦で移籍後初登板初先発となり、6回1失点の好投で移籍後初勝利を挙げた。5月21日のロッテ戦では8回途中11奪三振3失点と力投するも移籍後初黒星。好投しながらも白星に恵まれない登板が少なくなかったものの、前半戦終了時点で7勝3敗、リーグ2位の防御率2.10を記録していた。後半戦初登板となった7月19日の日本ハム戦で7回10奪三振1失点と快投し、シーズン8勝目を挙げたが、その後は4先発のうち3試合で4失点以上と調子を落とした。9月1日のソフトバンク戦では8回13奪三振2失点の力投も完投負け。続く同8日のオリックス戦では自己最多の14奪三振、7回3失点（自責点2）ながらも敗戦投手と9月以降は打線の援護に恵まれない登板が続き、12試合連続白星なし・自身7連敗でレギュラーシーズンを終えた。この年は自己最多タイの26先発で8勝10敗ながらも、3年ぶりに規定投球回に到達し、キャリアハイの189奪三振・奪三振率9.65、リーグ5位の防御率2.76と好成績を残した。ポストシーズンでは、負ければ敗退が決まる西武とのCSファーストステージ第2戦に先発し、6回1/3を3安打無四球8奪三振無失点の快投で勝利投手。ソフトバンクとのファイナルステージ第4戦では5回2失点で降板し、勝敗は付かなかった。オフに7500万円増となる推定年俸3億円で契約を更改した。
2018年は2年ぶりに開幕ローテーション入り。日本ハムとの開幕2カード目の初戦でシーズン初登板初先発となり、8回無失点と好投したが、勝敗は付かなかった。続く4月10日のオリックス戦では6回1失点でシーズン初勝利を挙げるも、同17日のソフトバンク戦では8回5失点（自責点4）で完投負け。ただ、5月2日の日本ハム戦で9回3安打2四球10奪三振無失点、スコア1-0の「スミ1」で移籍後初の完封勝利を挙げると、5月は5試合の先発登板で3勝0敗、リーグトップの防御率1.35・40回・37奪三振の好成績で自身4年ぶり3度目となる月間MVPを受賞した。6月も4先発で4勝0敗・防御率1.74と好投を続け、選手間投票で自身4年ぶり4度目のオールスターに選出。球宴第2戦に先発し、2回無失点と好投した。後半戦は7月28日のソフトバンク戦で1失点完投勝利を挙げ、自身8連勝を記録。続く8月4日のロッテ戦では7回3失点に抑えるも、打線の援護がなく敗戦投手となり、同11日の西武戦では右膝の違和感を訴え、プロ入り後最短となる1回で緊急降板。8月25日の日本ハム戦で復帰し、9月8日の日本ハム戦では4年ぶりの2桁勝利を達成した。チームが最下位に低迷していたこともあり、最優秀防御率のタイトル獲得を狙い、9月24日に出場選手登録を抹消され、シーズンを終えた。この年は23試合の先発登板で11勝4敗・防御率2.72と好成績を残し、最優秀防御率のタイトルを獲得。また、自身初のゴールデングラブ賞も受賞した。オフの11月には2018日米野球（詳細後述）へ出場し、11月26日の契約更改交渉では現状維持となる推定年俸3億円でサインした。
2019年は自身5年ぶり3度目となる開幕投手に指名され、ロッテとの開幕戦に先発したが、5回裏一死からこの日53球目を投じたところで左太もも裏の違和感を訴え、4回1/3を2失点で緊急降板。翌3月30日に出場選手登録を抹消され、5月12日の二軍戦で実戦復帰。同25日のオリックス戦で一軍復帰を果たし、続く6月1日のソフトバンク戦でシーズン初勝利を挙げた。ただ、同16日の広島戦で7回3失点に抑えながらもシーズン初黒星を喫すると、その後は白星から見放された。7月19日には体調不良で登録抹消となり、扁桃炎に夏風邪の一種であるヘルパンギーナを併発し、「早く治したいから」と志願して3日間入院。8月12日のオリックス戦で一軍復帰したが、不運な安打から逆転を許したり、勝利投手の権利を持って降板しながらもリリーフ陣が同点を許したりと復帰後も白星から見放された。9月3日のソフトバンク戦では5回3失点で敗戦投手となり、自身5連敗を喫したが、同16日のオリックス戦で7回2失点と好投し、勝利投手となった。この年は2度の離脱の影響で規定投球回には到達できず、15試合の先発登板で3勝5敗・防御率3.56という成績であった。ポストシーズンでは、負ければ敗退が決まるソフトバンクとのCSファーストステージ第3戦に先発し、6回1失点と好投したものの、チームは敗退した。オフの11月には第2回プレミア12（詳細後述）へ出場し、11月26日の契約更改交渉では現状維持となる推定年俸3億円でサイン。12月5日には口蓋扁桃の摘出手術を受けた。
2020年は3月のオープン戦期間中に腰の張りで離脱したが、新型コロナウイルスの影響で開幕が6月19日に延期。開幕前の練習試合で実戦復帰したものの、調整遅れで開幕ローテーションからは外れた。7月4日のロッテ戦でシーズン初登板初先発となり、5回1失点でシーズン初勝利。しかし、その後の2先発では振るわず、1勝0敗・防御率7.30という成績で7月20日に出場選手登録を抹消された。二軍調整を経て、9月13日の日本ハム戦に先発したが、3回1/3を6失点で勝敗は付かなかった。続く同20日のソフトバンク戦で6回1失点と好投し、シーズン2勝目を挙げて以降は復調。10月15日のロッテ戦では9回2安打1四球13奪三振無失点、自身897日ぶりとなる完封勝利を挙げるなど、10,11月は6先発全てで6イニング以上を投げ、リーグ2位の防御率1.38、同トップタイの5勝・50奪三振と好成績を残し、自身4度目の月間MVPを受賞した。120試合制の短縮シーズンであったが、この年も規定投球回には到達できず、11試合の先発登板で7勝0敗・防御率3.21という成績であった。
2021年は2年ぶりに開幕ローテーション入り。ロッテとの開幕2カード目の初戦でシーズン初登板初先発となり、9回8安打無四死球7奪三振無失点、三塁を踏ませない快投でシーズン初勝利を完封で飾った。しかし、その後は調子が上がらず、開幕から9先発で2勝4敗・防御率4.47と振るわず、5月26日に出場選手登録を抹消された。6月8日の中日戦に先発し、6回2失点で勝利投手。その後は白星に恵まれない登板が続いたものの、前半戦終了時点では14試合に先発登板し、4勝6敗・防御率3.65という成績であった。東京オリンピックによる中断期間ではエキシビションマッチで調整登板し、西武との後半戦開幕戦に先発。8回一死までノーヒットピッチングを続け、7回1/3を無失点の快投で勝利投手となった。シーズン終了まで先発ローテーションを守り、この年は3年ぶりに規定投球回に到達し、25試合の先発登板で9勝10敗・防御率3.44を記録。ポストシーズンでは、負ければ敗退が決まるロッテとのCSファーストステージ第2戦に先発して5回2失点、同点の場面で降板したが、チームは敗退した。
2022年はロッテとの開幕2戦目に先発予定であったが、雨天中止によりスライド登板となり、翌3月27日の同カードでシーズン初登板初先発。6回1失点で勝敗は付かず、その後チーム内の新型コロナウイルス感染拡大による試合中止があり、中9日で4月6日の西武戦に先発すると、7回2失点の好投でシーズン初勝利を挙げた。ただ、続く同13日の先発予定試合がオリックス（対戦相手）の新型コロナウイルス感染拡大により試合中止。中12日で4月20日の日本ハム戦に先発し、7回無失点の好投で勝利投手となって以降は先発ローテーションを回った。6月9日の広島戦では7回無失点で勝利投手となり、プロ野球史上19人目となる12球団勝利を達成。7月12日終了時点で13試合に先発登板し、6勝3敗・防御率2.90を記録すると、監督推薦で4年ぶり5度目となるオールスターに選出され、球宴第2戦に7番手として登板した。後半戦は9月にコンディション不良で登板間隔を空けたことがあったが、この年もシーズンを通して先発陣の一角を担った。前述のように春先の登板機会が少なかったこともあり、規定投球回には2イニング及ばなかったものの、22試合の先発登板で8勝10敗・防御率3.19を記録した。
2023年は春先からコンディションが上がらずに開幕ローテーションからは外れ、4月9日のロッテ戦でシーズン初登板初先発となったものの、2回6失点で敗戦投手。その後は2試合連続で勝利投手の権利を持って降板しながらも白星に恵まれなかったが、5月2日のロッテ戦で8回1失点と好投し、シーズン初勝利を挙げた。しかし、続く同10日のオリックス戦では腰の痛みにより、2回1/3（5失点・敗戦投手）で緊急降板し、翌11日に出場選手登録を抹消された。6月18日の巨人戦で一軍復帰し、8月11日のオリックス戦では9回5安打1死球6奪三振無失点の快投で自身864日ぶりの完封勝利。復帰後はシーズン終了まで先発ローテーションを守り、この年も規定投球回には到達できなかったが、20試合の先発登板で9勝5敗・防御率3.07を記録した。オフに1000万円増となる推定年俸2億1000万円で契約を更改した。
2024年は2年ぶりに開幕ローテーションに入り、開幕5試合目の日本ハム戦でシーズン初登板初先発となったが、5回4失点で敗戦投手。その後は要所を締める投球で試合を作りながら、白星に恵まれなかったものの、シーズン4度目の先発登板（雨天中止によるスライド登板）となった4月25日の日本ハム戦でも満塁のピンチが2度ありながら、7回1失点に抑える粘りの投球でシーズン初勝利を挙げた。5月に入ると、味方の拙守が絡んだ不運な失点が目立ちながらも先発ローテーションを守り、交流戦開始前の時点では8試合に先発登板し、2勝4敗・防御率3.28を記録。ただ、6月2日のヤクルト戦は立ち上がりから球が甘く、初回先頭から連続二塁打と本塁打でいきなり3点を失い、雨天コールドにより完投は記録されたものの、5回4失点で敗戦投手。続く同9日の中日戦では1-2で迎えた5回裏二死から四球を与えると、連打で3点目を失い、5回3失点で敗戦投手。本人は「制球力だったりとかそういう部分でここ何試合かそうですけど、今日も含め納得いかない部分はあるので、ちょっと出直してきます」と話し、翌10日に出場選手登録を抹消された。二軍再調整を経て、6月26日のロッテ戦に先発するも7回4失点で敗戦投手となり、翌27日に登録抹消。ただ、7月13日の西武戦に先発すると、9回3安打無四死球2奪三振無失点の内容でシーズン初の完封勝利を挙げた。同21日に登板機会の都合で出場選手登録を抹消されたものの、8月7日の日本ハム戦で後半戦初先発となって以降はシーズン終了まで先発ローテーションを守った。9月23日のロッテ戦では9回3安打1四球4奪三振無失点の内容でシーズン2度目の完封勝利を挙げるなど、後半戦は9先発で63イニングを投げ、防御率2.00と質の高い投球を披露。この年は自身3年ぶりとなる規定投球回に到達し、22試合の先発登板で6勝11敗・防御率2.83を記録した。

## 代表経歴

### 2018日米野球
2018年10月10日、2018日米野球の日本代表に選出されたことが発表された。
11月9日の第1戦に先発し、1-1で迎えた5回表、無死一・二塁から空振り三振を奪ったところで球数制限（80球）を超えたため降板。2番手で登板した成田翔が勝ち越し3点本塁打を被弾し、岸は4回1/3を3失点という成績となった。

### 第2回プレミア12
2019年10月1日、第2回プレミア12の日本代表に選出されたことが発表された。
扁桃炎による発熱で代表合宿期間中の10月30日に練習を欠席し、当初は先発要員であったが、病み上がりであることを考慮され、オープニングラウンドではリリーフ起用。台湾との同ラウンド第3戦でリリーフ登板し、1イニングを三者凡退に抑えた。
スーパーラウンドではオーストラリアとの第1戦でリリーフ登板し、2回無失点と好投。すでに決勝進出が決まっていた韓国との同ラウンド第4戦では先発したが、4回6失点で降板した。

## 選手としての特徴
| 球種           | 配分 % | 被打率 |
| -------------- | ------ | ------ |
| ストレート     | 54.3   | .208   |
| チェンジアップ | 16.4   | .219   |
| カーブ         | 16.1   | .189   |
| スライダー     | 13.1   | .311   |

細身の体型で身長は180cm。ワインドアップからテイクバックの大きいオーバースローは全ての動きがしなやかであり、野球関係者が「美しい」と口をそろえる投球フォームは昔からほとんど変わっておらず、大学時代の岸を現地で見た文化放送アナウンサー・斉藤一美からは「しなやかな蒼き刃」というキャッチフレーズが付けられた。
持ち球はストレート・チェンジアップ・カーブ・スライダー。楽天移籍直後の2017年シーズンでは、チームメイトの則本昂大から教わったスプリットも投じていたが、本人は「練習はするんです。ノリ(則本)に教えてもらって、試合で投げたりもしましたが微妙なんですよ。コントロールできない」と話し、翌2018年シーズン以降は持ち球から外れている。
決して球種が多いわけではないが、ストレートも変化球もコントロールが良い。また、ストレートと変化球で腕の振りが変わらず、ストレートを軸にチェンジアップとカーブで緩急をつけて打者を打ち取るのが持ち味。この3球種の質が高く、2010年のパ・リーグ打点王である小谷野栄一も「カーブ、ストレート、チェンジアップ。そのどれもが一級品」と話している。
ストレートは、西武時代のチームメイトである菊池雄星が「低めの高さから、キャッチャーミットまですごい勢いで到達します。回転数がすごいので、そのままバックネットを突き破りそうな感じですね」と話したようにキレがあり、見逃し率の高さが特徴。イチローも「岸みたいに、真っ直ぐでカウントを取れる投手はそうそういない。打者からすれば、リリースポイントの時点と手元に来た時で球のイメージが変わってしまっているんだと思う」と話した。最速はアマチュア時代に152km/h、プロ入り後は150km/h。平均では142.5km/h（2018年シーズン）を計測している。
チェンジアップは、手を“OK”の形にして握るサークルチェンジ。力みが直結する球種であり、調子が悪い日はわずかに力みが働き、ストレートよりやや遅いタイミングでリリースしてしまうため、シュート回転してしまうが、調子が良い日は力みがなく、ストレートと同じタイミングでリリースできるため、シュート回転せずに落ちる。
カーブは、平均球速110.7km/h（2018年シーズン）とストレートとは30km/h以上の球速差がある。また、縦割りの大きな落差があり、2008年の日本シリーズではカーブで巨人打線をきりきり舞いにし、岸の代名詞となっている。小学校2～3年生のときから投げていた球種であったが、高校時代からはスライダーばかりであり、本格的にカーブを使い始めたのはプロ1年目のオープン戦からであった。また、当初のカーブはスピードが速く、プロ1年目（2007年）の一軍投手コーチであった荒木大輔から「カーブのスピードをもう少し遅くしよう」と言われたことで現在のカーブになったという。
スライダーは、プロ入り後にスピードを求めていくうちに投げ方が分からなくなったというが、練習を重ねて「そんなに大きく曲がらなくてもいいから、とりあえず真っすぐと同じように腕を振って、『ちょっと曲がって芯を外れればいいかな』っていう考え方ですね」と曲げる意識をやめたことで、2013年シーズンにスライダーの感覚を掴んだという。
規定投球回到達で守備率10割を6度記録するなど、守備面でも高い安定感を誇り、2018年シーズンではゴールデングラブ賞を受賞している。
50メートル走6.0秒の俊足を備え、試合前練習では遊撃の守備にも就くなど野手としての能力にも優れる。

## 人物
自他共に認める、真面目で誠実な性格の持ち主であり、西武時代は投手、野手を問わず、多くの選手から慕われていたという。西武時代のチームメイトである菊池雄星は、「あんなに優しい人はいない。本気で他人の立場になってくれる」と述べている。
その一方で訥弁でもあり、「思ったことを言葉にすることがとても苦手」であるという。そのため、2016年のFA権行使を控えた、西武との残留交渉は、普段のピッチングよりも心身共に負担を極めることとなり、結果として納得できる交渉が叶わずに難航して、「『チーム愛』と『球団愛』は別物」と感じるようになったことが、FA権を行使して西武から楽天へ移籍する大きな要因となった。

## 詳細情報

### 年度別投手成績
| 年 度      | 球 団      | 登 板 | 先 発 | 完 投 | 完 封 | 無 四 球 | 勝 利 | 敗 戦 | セ 丨 ブ | ホ 丨 ル ド | 勝 率 | 打 者 | 投 球 回 | 被 安 打 | 被 本 塁 打 | 与 四 球 | 敬 遠 | 与 死 球 | 奪 三 振 | 暴 投 | ボ 丨 ク | 失 点 | 自 責 点 | 防 御 率 | W H I P |
| ---------- | ---------- | ----- | ----- | ----- | ----- | -------- | ----- | ----- | -------- | ----------- | ----- | ----- | -------- | -------- | ----------- | -------- | ----- | -------- | -------- | ----- | -------- | ----- | -------- | -------- | ------- |
| 2007       | 西武       | 24    | 24    | 2     | 2     | 1        | 11    | 7     | 0        | 0           | .611  | 650   | 156.1    | 131      | 16          | 55       | 1     | 8        | 142      | 2     | 0        | 62    | 59       | 3.40     | 1.19    |
| 2008       | 西武       | 26    | 26    | 4     | 2     | 0        | 12    | 4     | 0        | 0           | .750  | 695   | 168.1    | 151      | 12          | 48       | 0     | 5        | 138      | 4     | 0        | 65    | 64       | 3.42     | 1.18    |
| 2009       | 西武       | 26    | 25    | 2     | 1     | 0        | 13    | 5     | 0        | 0           | .722  | 755   | 179.2    | 168      | 25          | 53       | 2     | 5        | 138      | 3     | 1        | 73    | 65       | 3.26     | 1.23    |
| 2010       | 西武       | 19    | 16    | 3     | 2     | 3        | 10    | 6     | 1        | 0           | .625  | 460   | 113.2    | 100      | 9           | 26       | 1     | 5        | 110      | 3     | 0        | 41    | 41       | 3.25     | 1.11    |
| 2011       | 西武       | 21    | 21    | 3     | 0     | 1        | 8     | 9     | 0        | 0           | .471  | 564   | 135.0    | 131      | 12          | 39       | 1     | 3        | 106      | 1     | 0        | 65    | 57       | 3.80     | 1.26    |
| 2012       | 西武       | 26    | 26    | 4     | 1     | 1        | 11    | 12    | 0        | 0           | .478  | 729   | 187.2    | 141      | 9           | 40       | 0     | 4        | 150      | 3     | 0        | 52    | 51       | 2.45     | 0.96    |
| 2013       | 西武       | 26    | 26    | 3     | 2     | 1        | 11    | 5     | 0        | 0           | .688  | 716   | 178.1    | 155      | 17          | 31       | 1     | 6        | 138      | 6     | 0        | 63    | 61       | 3.08     | 1.04    |
| 2014       | 西武       | 23    | 22    | 5     | 4     | 1        | 13    | 4     | 0        | 0           | .765  | 630   | 161.1    | 126      | 16          | 36       | 0     | 2        | 126      | 0     | 0        | 48    | 45       | 2.51     | 1.00    |
| 2015       | 西武       | 16    | 16    | 5     | 0     | 0        | 5     | 6     | 0        | 0           | .455  | 434   | 110.1    | 75       | 6           | 25       | 0     | 5        | 91       | 0     | 0        | 40    | 37       | 3.02     | 0.91    |
| 2016       | 西武       | 19    | 19    | 2     | 1     | 0        | 9     | 7     | 0        | 0           | .563  | 541   | 130.1    | 123      | 8           | 36       | 0     | 1        | 104      | 0     | 0        | 42    | 36       | 2.49     | 1.22    |
| 2017       | 楽天       | 26    | 26    | 1     | 0     | 0        | 8     | 10    | 0        | 0           | .444  | 703   | 176.1    | 141      | 19          | 38       | 2     | 3        | 189      | 4     | 0        | 56    | 54       | 2.76     | 1.02    |
| 2018       | 楽天       | 23    | 23    | 4     | 1     | 1        | 11    | 4     | 0        | 0           | .733  | 625   | 159.0    | 127      | 21          | 29       | 3     | 8        | 159      | 3     | 0        | 52    | 48       | 2.72     | 0.98    |
| 2019       | 楽天       | 15    | 15    | 0     | 0     | 0        | 3     | 5     | 0        | 0           | .375  | 381   | 93.2     | 80       | 12          | 25       | 1     | 1        | 86       | 1     | 0        | 37    | 37       | 3.56     | 1.12    |
| 2020       | 楽天       | 11    | 11    | 2     | 1     | 0        | 7     | 0     | 0        | 0           | 1.000 | 269   | 67.1     | 48       | 5           | 20       | 1     | 1        | 70       | 0     | 0        | 24    | 24       | 3.21     | 1.01    |
| 2021       | 楽天       | 25    | 25    | 1     | 1     | 1        | 9     | 10    | 0        | 0           | .474  | 620   | 149.0    | 149      | 17          | 34       | 0     | 1        | 131      | 1     | 0        | 62    | 57       | 3.44     | 1.23    |
| 2022       | 楽天       | 22    | 22    | 0     | 0     | 0        | 8     | 10    | 0        | 0           | .444  | 555   | 141.0    | 116      | 18          | 28       | 0     | 1        | 118      | 2     | 1        | 51    | 50       | 3.19     | 1.02    |
| 2023       | 楽天       | 20    | 20    | 1     | 1     | 0        | 9     | 5     | 0        | 0           | .643  | 506   | 120.1    | 123      | 10          | 20       | 0     | 3        | 76       | 2     | 0        | 44    | 41       | 3.07     | 1.19    |
| 2024       | 楽天       | 22    | 22    | 3     | 2     | 1        | 6     | 11    | 0        | 0           | .353  | 590   | 143.1    | 144      | 13          | 29       | 1     | 2        | 73       | 1     | 0        | 52    | 45       | 2.83     | 1.21    |
| 通算：18年 | 通算：18年 | 390   | 385   | 45    | 21    | 11       | 164   | 120   | 1        | 0           | .577  | 10423 | 2571.0   | 2229     | 245         | 612      | 14    | 64       | 2145     | 36    | 2        | 929   | 872      | 3.05     | 1.11    |

- 2024年度シーズン終了時
- 各年度の太字はリーグ最高

### 年度別投手（先発）成績所属リーグ内順位
| 年 度 | 年 齢 | リ ｜ グ   | 完 投 | 完 封 | 勝 利 | 勝 率 | 投 球 回 | 奪 三 振 | 防 御 率 |
| ----- | ----- | ---------- | ----- | ----- | ----- | ----- | -------- | -------- | -------- |
| 2007  | 23    | パ・リーグ | 10位  | 4位   | 7位   | 7位   |          | 6位      |          |
| 2008  | 24    | パ・リーグ | 8位   | 2位   | 6位   | 4位   | 9位      | 6位      | 9位      |
| 2009  | 25    | パ・リーグ |       | 8位   | 5位   | 4位   | 5位      | 8位      | 8位      |
| 2010  | 26    | パ・リーグ | 10位  | 3位   |       |       |          |          |          |
| 2011  | 27    | パ・リーグ |       |       |       |       |          |          |          |
| 2012  | 28    | パ・リーグ | 6位   | 8位   | 7位   | 10位  | 3位      | 4位      | 8位      |
| 2013  | 29    | パ・リーグ | 4位   | 3位   | 5位   | 2位   | 3位      | 4位      | 5位      |
| 2014  | 30    | パ・リーグ | 2位   | 2位   | 3位   | 1位   | 7位      | 5位      | 2位      |
| 2015  | 31    | パ・リーグ | 1位   |       |       |       |          |          |          |
| 2016  | 32    | パ・リーグ | 5位   | 2位   |       |       |          |          |          |
| 2017  | 33    | パ・リーグ |       |       |       | 9位   | 4位      | 3位      | 5位      |
| 2018  | 34    | パ・リーグ | 2位   | 4位   | 6位   | 3位   | 7位      | 3位      | 1位      |
| 2019  | 35    | パ・リーグ |       |       |       |       |          |          |          |
| 2020  | 36    | パ・リーグ | 2位   | 1位   |       |       |          |          |          |
| 2021  | 37    | パ・リーグ | 6位   | 3位   |       |       | 9位      | 9位      | 10位     |
| 2022  | 38    | パ・リーグ |       |       |       |       | 10位     | 8位      |          |
| 2023  | 39    | パ・リーグ | 10位  | 4位   | 10位  |       |          |          |          |
| 2024  | 40    | パ・リーグ | 3位   | 2位   |       |       |          |          | 9位      |

- 空欄は10位未満または防御率・勝率における規定投球回数未満
- 太字年度は規定投球回到達年度

### WBSCプレミア12での投手成績
| 年 度 | 代 表 | 登 板 | 先 発 | 勝 利 | 敗 戦 | セ ｜ ブ | 打 者 | 投 球 回 | 被 安 打 | 被 本 塁 打 | 与 四 球 | 敬 遠 | 与 死 球 | 奪 三 振 | 暴 投 | ボ ｜ ク | 失 点 | 自 責 点 | 防 御 率 |
| ----- | ----- | ----- | ----- | ----- | ----- | -------- | ----- | -------- | -------- | ----------- | -------- | ----- | -------- | -------- | ----- | -------- | ----- | -------- | -------- |
| 2019  | 日本  | 3     | 1     | 0     | 0     | 0        | 29    | 7.0      | 8        | 1           | 0        | 0     | 0        | 8        | 0     | 0        | 6     | 6        | 7.71     |

### 年度別守備成績
| 年 度 | 球 団 | 投手  | 投手  | 投手  | 投手  | 投手  | 投手     |
| 年 度 | 球 団 | 試 合 | 刺 殺 | 補 殺 | 失 策 | 併 殺 | 守 備 率 |
| ----- | ----- | ----- | ----- | ----- | ----- | ----- | -------- |
| 2007  | 西武  | 24    | 6     | 30    | 0     | 1     | 1.000    |
| 2008  | 西武  | 26    | 6     | 20    | 2     | 0     | .929     |
| 2009  | 西武  | 26    | 7     | 37    | 1     | 1     | .978     |
| 2010  | 西武  | 19    | 5     | 17    | 0     | 0     | 1.000    |
| 2011  | 西武  | 21    | 10    | 28    | 1     | 3     | .974     |
| 2012  | 西武  | 26    | 7     | 41    | 0     | 3     | 1.000    |
| 2013  | 西武  | 26    | 15    | 34    | 1     | 1     | .980     |
| 2014  | 西武  | 23    | 13    | 25    | 0     | 3     | 1.000    |
| 2015  | 西武  | 16    | 5     | 19    | 1     | 1     | .960     |
| 2016  | 西武  | 19    | 13    | 21    | 1     | 1     | .971     |
| 2017  | 楽天  | 26    | 9     | 24    | 0     | 2     | 1.000    |
| 2018  | 楽天  | 23    | 6     | 20    | 0     | 1     | 1.000    |
| 2019  | 楽天  | 15    | 1     | 19    | 0     | 3     | 1.000    |
| 2020  | 楽天  | 11    | 2     | 12    | 0     | 1     | 1.000    |
| 2021  | 楽天  | 25    | 9     | 20    | 0     | 0     | 1.000    |
| 2022  | 楽天  | 22    | 9     | 20    | 1     | 0     | .967     |
| 2023  | 楽天  | 20    | 2     | 17    | 0     | 0     | 1.000    |
| 2024  | 楽天  | 22    | 6     | 12    | 1     | 3     | .947     |
| 通算  | 通算  | 390   | 131   | 416   | 9     | 24    | .984     |

- 2024年度シーズン終了時
- 各年度の太字はリーグ最高
- 太字年はゴールデングラブ賞受賞

### タイトル
- 最優秀防御率：1回（2018年）
- 最高勝率：1回（2014年）

### 表彰
- ゴールデングラブ賞：1回（2018年）
- パ・リーグ連盟特別表彰：1回（新人特別賞：2007年）
- 日本シリーズMVP：1回（2008年）
- 月間MVP：4回（投手部門：2008年8月、2014年5月、2018年5月、2020年10・11月）
- JA全農Go・Go賞：1回（最多奪三振賞：2010年5月）
- オールスターゲーム敢闘選手賞：2回（2012年第3戦、2014年第1戦）
- 「ジョージア魂」賞：1回（2014年度第3回）

### 記録
初記録
投手記録
- 初登板・初先発登板：2007年3月30日、対北海道日本ハムファイターズ1回戦（札幌ドーム）、7回無失点[8]
- 初奪三振：同上、3回裏に木元邦之から空振り三振[384]
- 初勝利・初先発勝利：2007年4月6日、対オリックス・バファローズ1回戦（京セラドーム大阪）、8回2/3を2失点[11]
- 初完投勝利・初完封勝利：2007年6月13日、対阪神タイガース3回戦（グッドウィルドーム）[12]
- 初セーブ：2010年9月25日、対東北楽天ゴールデンイーグルス23回戦（クリネックススタジアム宮城）、7回裏に3番手として救援登板・完了、3回1失点[73]

打撃記録
- 初打席：2007年5月30日、対阪神タイガース1回戦（阪神甲子園球場）、3回表に下柳剛から三ゴロ[385]
- 初安打：2009年6月21日、対東京ヤクルトスワローズ4回戦（明治神宮球場）、3回表に石川雅規から中前安打[386]

節目の記録
- 1000投球回：2013年6月8日、対広島東洋カープ3回戦（MAZDA Zoom-Zoom スタジアム広島） ※史上335人目[132]
- 1000奪三振：2014年7月1日、対北海道日本ハムファイターズ9回戦（西武ドーム）、4回表無死目に大野奨太から見逃し三振 ※史上138人目
- 100勝：2016年8月16日、対福岡ソフトバンクホークス16回戦（福岡 ヤフオク!ドーム）、8回8安打4失点 ※史上134人目
- 1500投球回：2016年9月14日、対千葉ロッテマリーンズ25回戦（QVCマリンフィールド）、3回裏三死目に荻野貴司を左邪飛 ※史上175人目[189]
- 1500奪三振：2018年6月7日、対読売ジャイアンツ3回戦（東京ドーム）、6回裏一死目に岡本和真から見逃し三振 ※史上54人目[384]
- 2000投球回：2020年10月22日、対オリックス・バファローズ21回戦（楽天生命パーク宮城）、7回表二死目に大城滉二を見逃し三振 ※史上90人目[387]
- 2000奪三振：2023年4月16日、対福岡ソフトバンクホークス3回戦（楽天モバイルパーク宮城）、3回表に上林誠知から見逃し三振 ※史上23人目[388]
- 150勝：2023年5月2日、対千葉ロッテマリーンズ3回戦（楽天モバイルパーク宮城）、8回6安打1失点 ※史上51人目[308]
- 2500投球回：2024年7月13日、対埼玉西武ライオンズ14回戦（楽天モバイルパーク宮城）、6回表三死目に野村大樹を右飛 ※史上48人目[注 20]

日本シリーズに関する記録
- 日本シリーズ初登板初完封：2008年11月5日、対読売ジャイアンツ戦
- 日本シリーズ12イニング連続奪三振：2008年11月5日の1回 - 同年11月9日の6回 ※初登板で初完封と毎回奪三振をともに達成したのは史上初

その他の記録
- ノーヒットノーラン：2014年5月2日、対千葉ロッテマリーンズ6回戦（QVCマリンフィールド） ※史上78人目[141]
- 全球団から勝利：2022年6月9日、対広島東洋カープ3回戦（楽天生命パーク宮城）、7回無失点 ※史上19人目[297]
- オールスターゲーム出場：5回（2009年、2012年、2014年、2018年、2022年）
- 球団最年長完封：2024年9月23日、対千葉ロッテマリーンズ23回戦（ZOZOマリンスタジアム） ※39歳9か月、楽天[342]

### 背番号
- 11（2007年[195] - ）

### 代表歴
- 2006年世界大学野球選手権大会日本代表
- 2019 WBSCプレミア12 日本代表